# 康奈尔法学院

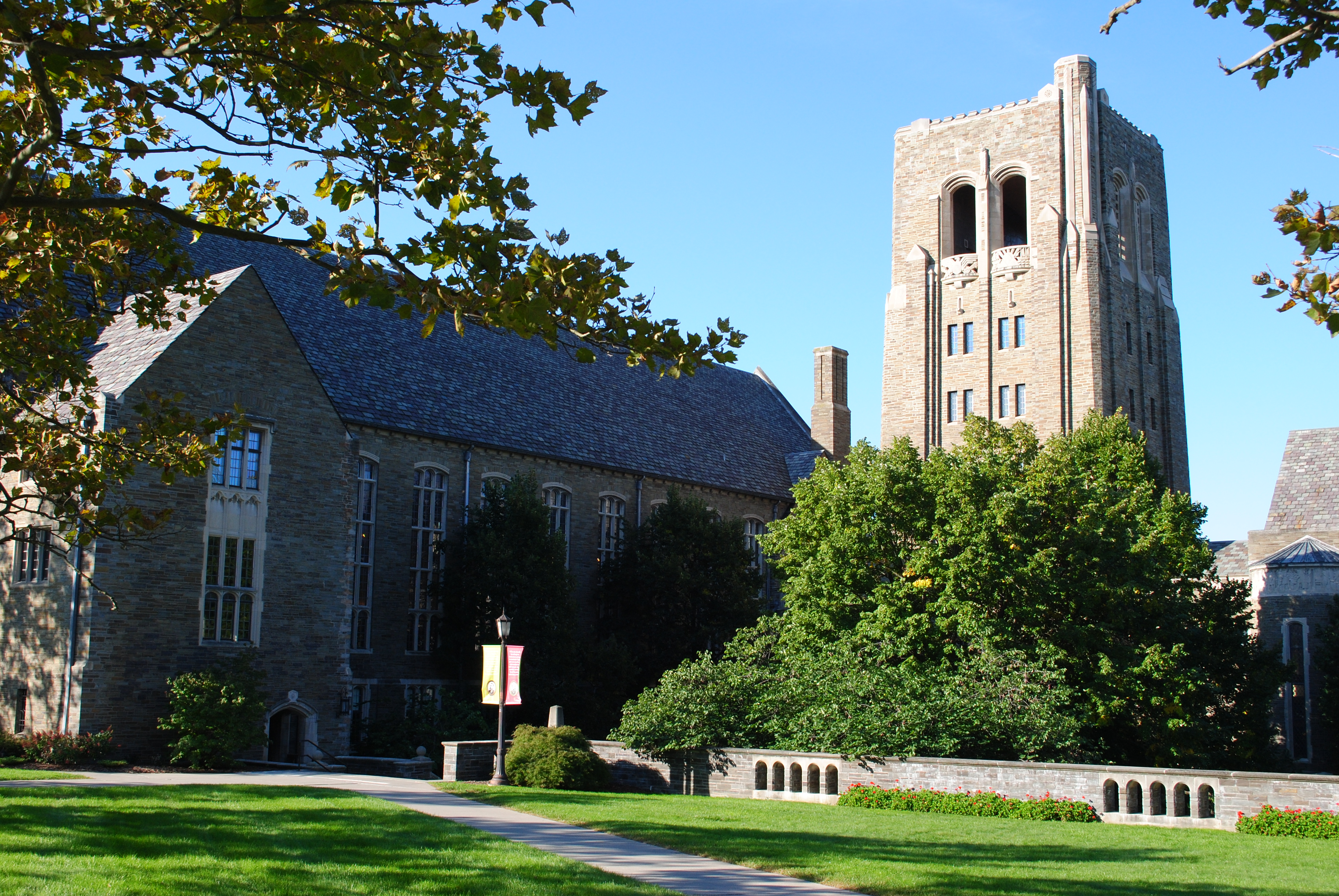
法学院大楼

康奈尔法学院（Cornell Law School）是一所自1887年起在美国纽约州伊萨卡创设的法学院，附属于康奈尔大学，係五所常春藤大學法學院之一。頒發四種法律學位，包含法律博士（JD）、法學碩士（LLM）、司法學博士（JSD）和Master of Science in Legal Studies（MSLS）。

## 历史
自成立以來，康乃爾法學院是美國小規模的頂尖法律學位頒發機構之一，每年約有兩百名畢業生。自創辦以來，康乃爾法學院即一直被評為全美前14頂尖的法律學院，亦為T14其中一員。该学院的师生比是10.4比1，该学院在具公信力的《美国新闻与世界报道》的法学院排名中被评为第12名。